# 차이나 인터내셔널 실크로드 센터
차이나 인터내셔널 실크로드 센터는 중화인민공화국 시안에 공사중인 마천루이다. 원래 계획은 501m 높이였지만 500m 높이 이상 건물 금지때문에 498m로 변경되었다. 이 건물은 그린랜드 그룹 시안 지사로 건설되며 완공되면 세계에서 가장 높은 호텔이 된다.

## 같이 보기
- 중화인민공화국의 마천루 목록